# Manishtushu
Manishtushu (Maništušu, uitspraak: Manisjtoesjoe) was koning van Sumer en Akkad in 2270-2255 v.Chr..
Hij was waarschijnlijk de broer van zijn vermoorde voorganger Rimuš en de zoon van Sargon de Grote. Hij zette hun beleid van consolidatie voort en voerde de titel koning van Kiš na de overgave van die stad, om te benadrukken dat hij de heerser van geheel Akkad en Sumer was. Manishtushu onderwierp bovendien Anšan en Širikum in wat nu Iran is en ging vervolgens op veldtocht in de landen van de Benedenzee ofwel de Perzische Golf. Hij ontnam edelsteen aan de bergen overzee, waarmee waarschijnlijk het huidige Oman bedoeld is en kwam met koper en zilver beladen terug naar het land van Eufraat en Tigris waar hij zijn dankbaarheid aan Enlil bewees door de god een standbeeld van zichzelf aan te bieden.
Van de standbeelden die Manishtushu en zijn twee voorgangers in de tempel van Enlil in Nippur aanboden is weinig teruggevonden, mogelijk waren ze al in de oudheid vernietigd. Er is echter een schrijver geweest die de inscripties ervan nauwgezet overgenomen heeft, zelfs met aanduidingen waar op het beeld de tekst precies stond. Het is dankzij deze anonieme archeoloog uit de oudheid dat we kennis hebben van deze zaken. 
Wat mogelijk een grote rol bij de zeetocht speelde is dat Sumer en Akkad behoefte hadden aan steen en metaal omdat hun eigen land vooral uit modder bestond. De landen in het noorden en in het oosten waren echter vijandig gezind en Manishtushu had niet zoveel zin in wat ongetwijfeld een langdurige en verbitterde strijd zou worden. Dat liet de Perzische Golf en de landen eromheen als bron van de begeerde grondstoffen.
Manishtushu werd opgevolgd door zijn zoon Naram-Sin.